# 宗朗乡
宗朗乡，是中华人民共和国新疆维吾尔自治区喀什地区叶城县下辖的一个乡镇级行政单位。

## 行政区划
宗朗乡下辖以下地区：
艾散亚村、阿亚格宗朗村、巴什宗朗村、阿依坎特村、阿亚格康萨依村和巴什康萨依村。